# 祥厚
祥厚（1801年—1853年，嘉慶六年－咸豐三年）， 字寬甫，清朝宗室、武将。隸滿洲鑲紅旗，愛新覺羅汶來佐領下人。

## 生平
襲騎都尉世職，授鑾儀衛整儀尉，治儀正、佐領(兼)。累擢鑲紅旗蒙古副都統，歷山海關、熊岳、金州副都統。道光二十八年，擢江寧將軍。咸豐三年（1853年）正月，太平軍陷武昌，兩江總督陸建瀛赴上游督師，祥厚偕江蘇巡撫楊文定留守江宁府（江宁城）。太平軍沿江而下，壽春鎮總兵恩長戰死，陸建瀛遽退，楊文定亦不候旨逕赴鎮江。清廷逮陸建瀛治罪，命祥厚兼署兩江總督。太平軍陷江宁城，祥厚戰死。贈太子太保，予二等輕車都尉世職，諡忠勇。入祀京師昭忠祠，並於江寧建專祠。

## 家庭
- 先祖英親王阿濟格。
- 父宗室法式尚阿。
- 继妻董氏（父内务府镶黄旗汉军、乾隆五十四年（1789年）己酉科进士广善）。

## 延伸阅读
[在维基数据编辑]
 《清史稿·卷398》，出自趙爾巽《清史稿》